# San Pablo Villa de Mitla
San Pablo Villa de Mitla (Zapoteeks: Lyobaa, Nahuatl: Mictlan, Mixteeks:  Ñuu Ndiyi) is een stadje in de Centrale Valleien in de Mexicaanse deelstaat Oaxaca. San Pablo Villa de Mitla heeft 7.829 inwoners (census 2005) en is de hoofdplaats van de gemeente San Pablo Villa de Mitla.
De plaats is vooral bekend wegens de archeologische zone van Mitla en ligt op ongeveer 45 kilometers van Oaxaca-stad. Een groot deel van de bevolking bestaat uit Zapoteken.